# Pleocomidae
Pleocomidae zijn een familie van insecten die behoort tot de orde der kevers (Coleoptera).

## Taxonomie
De volgende taxa zijn bij de familie ingedeeld:
- Geslacht Acoma
- Geslacht  † Archescarabaeus
- Geslacht  † Cretocoma
- Geslacht Pleocoma